# Stralsunder Stadtteiche
Als Stralsunder Stadtteiche werden der Frankenteich, der Knieperteich und der Moorteich in Stralsund bezeichnet.

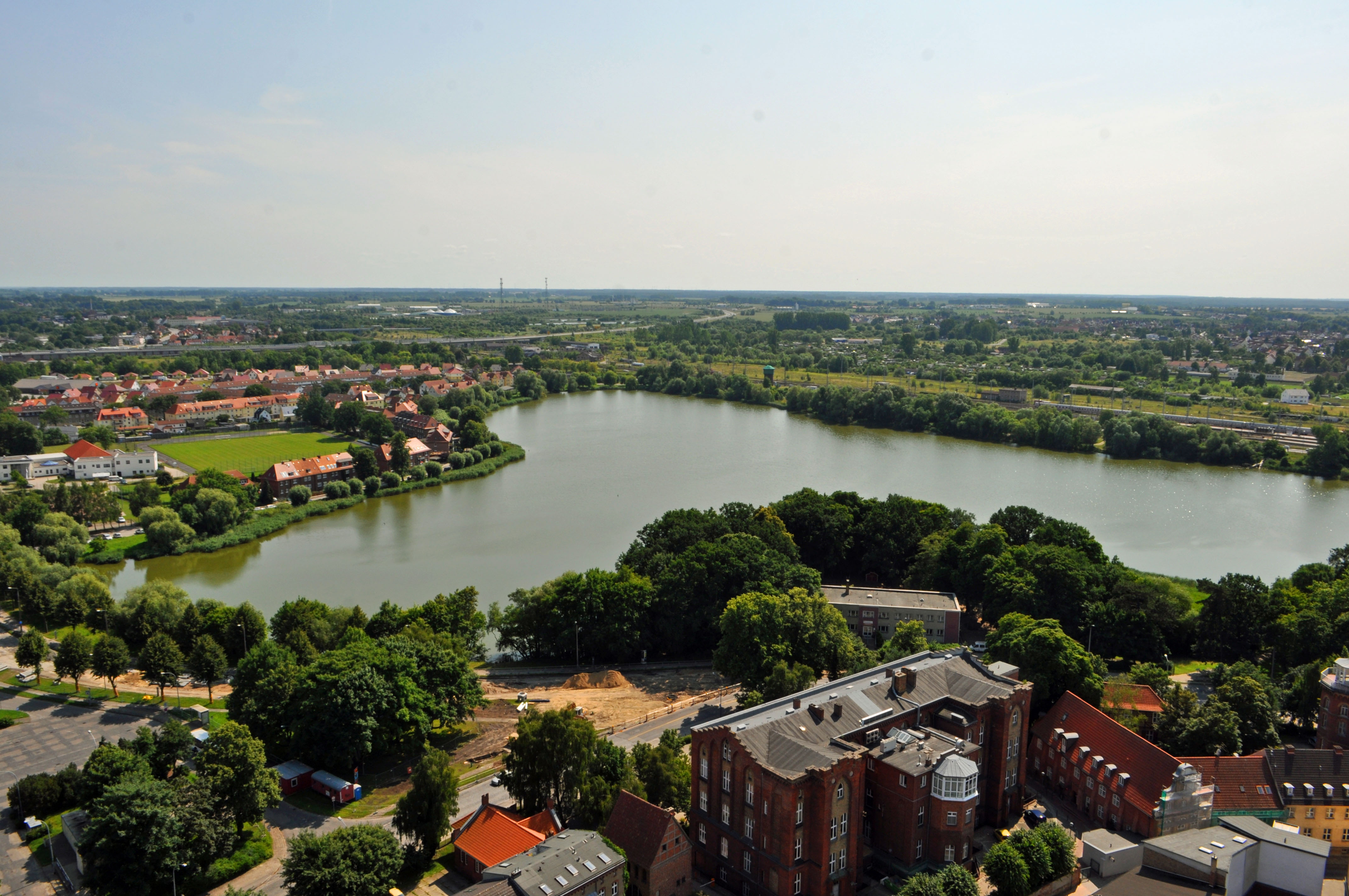
Blick von der Marienkirche auf den Großen Frankenteich, 2013

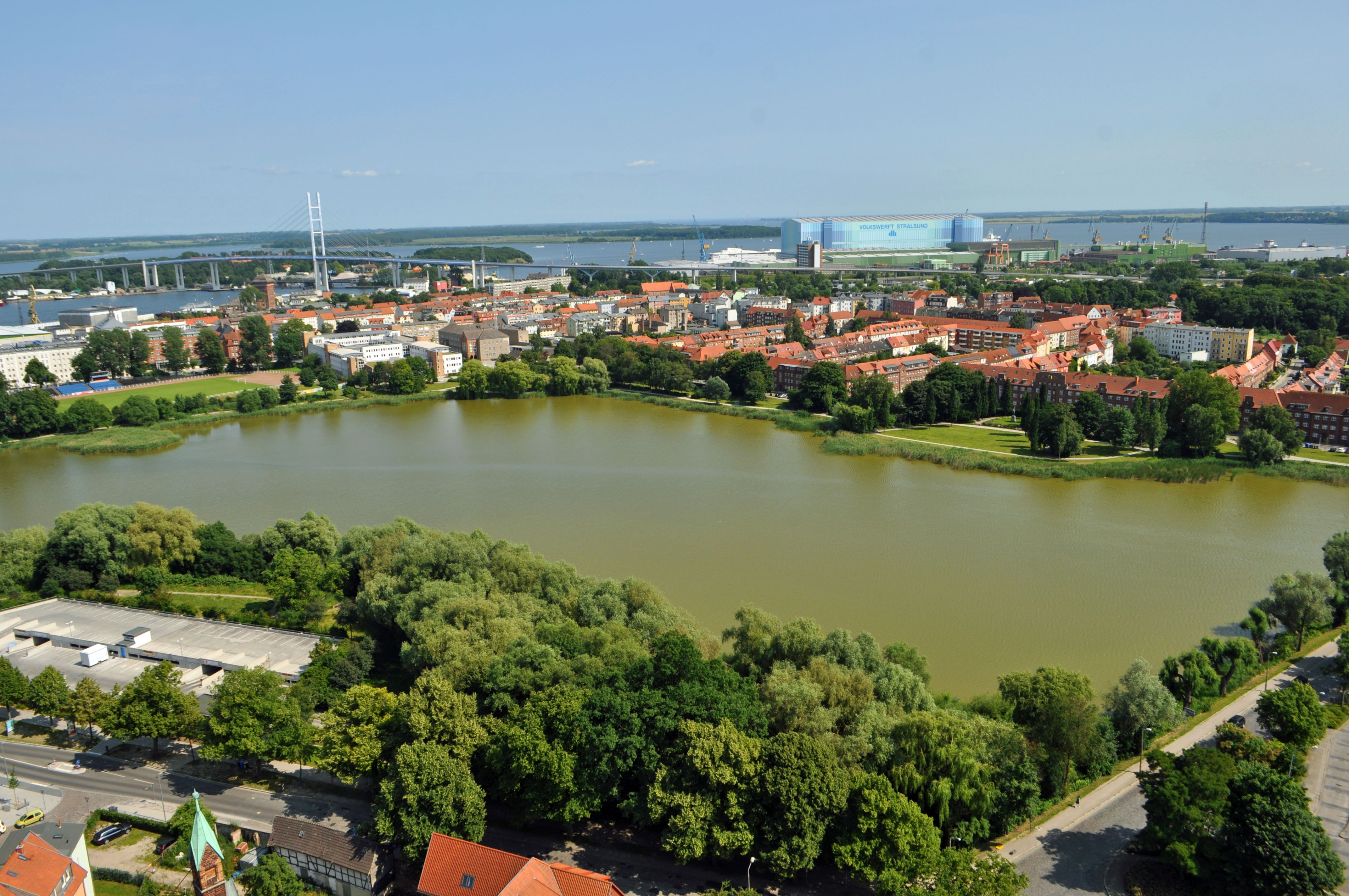
Blick von der Marienkirche auf den Kleinen Frankenteich, 2013

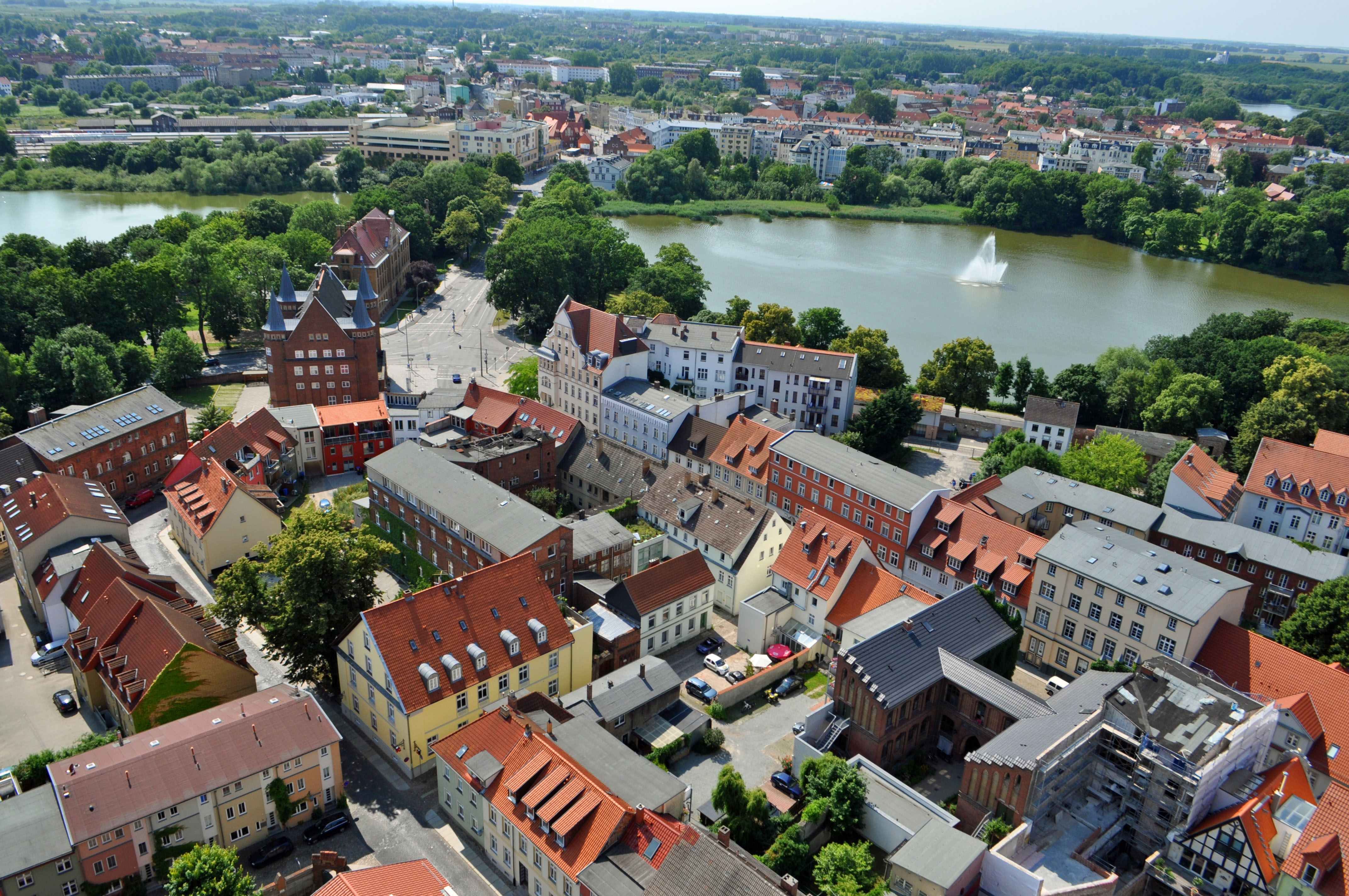
Blick von der Marienkirche auf den Großen Frankenteich (links) und den südlichen Knieperteich mit Fontäne (rechts), 2013

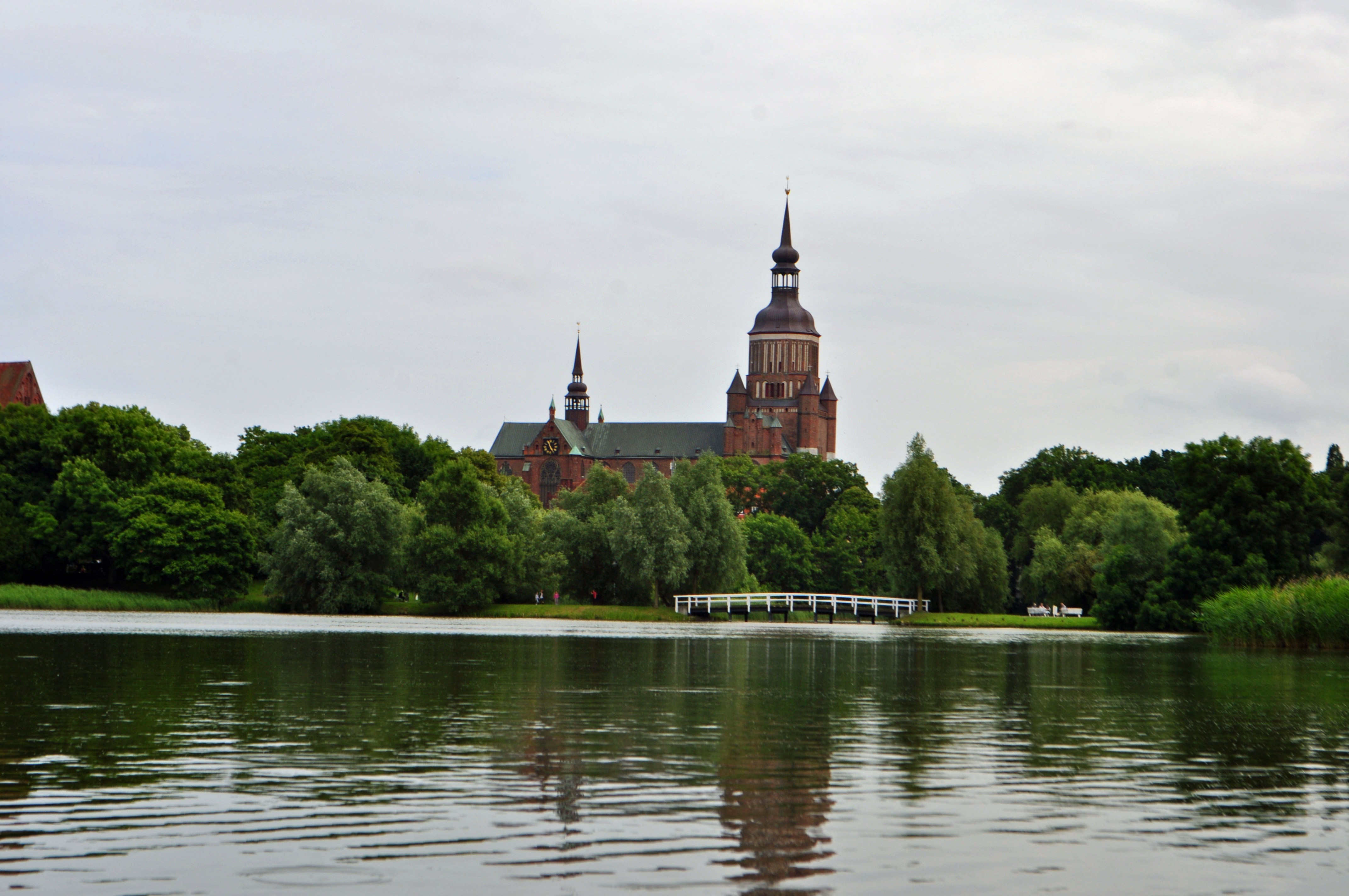
Blick über den nördlichen Knieperteich auf die Marienkirche, davor eine der zwei hölzernen Brücken des Küterdamms, 2013

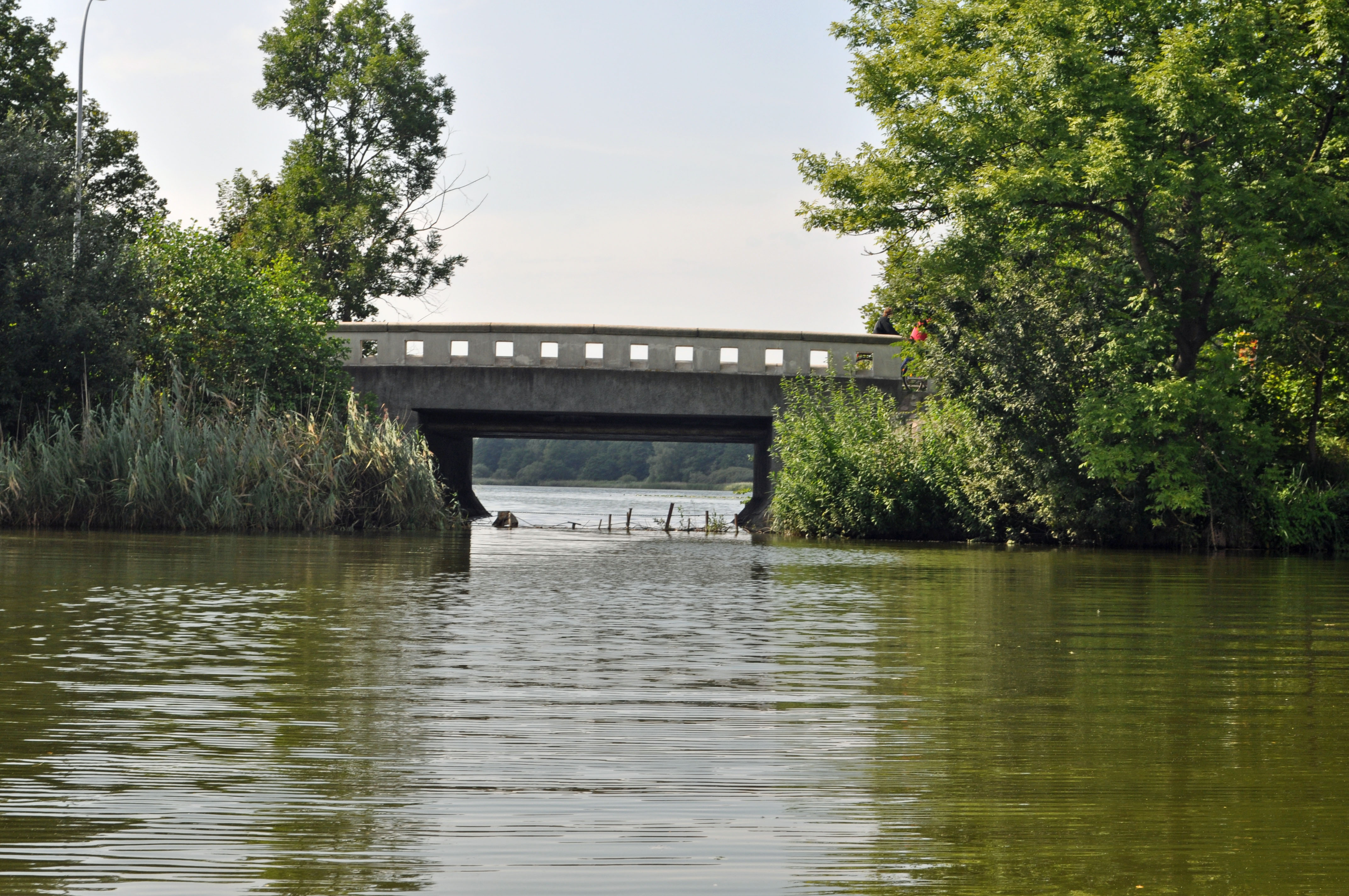
Steinerne Brücke über die Verbindung zwischen Moorteich und Knieperteich, 2010

## Geschichte
Die Anlage der Siedlung, die heute Stralsund ist, geschah im 13. Jahrhundert an einer Stelle, die zum einen einen Zugang zum Meer bot, zum anderen wegen der landwärts gelegenen Sümpfe und Teiche einen natürlichen Schutz vor Angriffen von dort bot; die natürlichen Teiche wurden im 13. Jahrhundert künstlich erweitert. Sie waren Bestandteile der Stralsunder Stadtbefestigungen und dienten so dem landseitigen Schutz der Stadt vor Angreifern. Die Teiche verschafften zusammen mit dem Strelasund der damaligen Stadt (entspricht dem heutigen Stadtgebiet Altstadt) eine Insellage.

## Frankenteich
Der Frankenteich ist der südliche der drei Stadtteiche. Die Karl-Marx-Straße bzw. der Weidendamm teilen das Gewässer in den westlichen Großen Frankenteich und den östlichen Kleinen Frankenteich.
Entlang des Großen Frankenteichs verlaufen die Straßen Bahnhofstraße, Gentzkowstraße, Kreuzweg, August-Bebel-Ufer, Karl-Marx-Straße, Frankenwall und Tribseer Damm. Die Straßen Weidendamm, Karl-Marx-Straße, Wulflamufer, Frankendamm und Frankenwall verlaufen am Kleinen Frankenteich.
Die Gesamtfläche der beiden Teiche beträgt 36,7 Hektar. Der Große Frankenteich ist zwischen 19 und 21 Hektar groß und bis zu zwei oder 2,5 Meter tief.
Laut einer Antwort der Stadtverwaltung auf eine Anfrage in der Bürgerschaft Stralsund aus dem Jahr 2022 ist der Nordostteil des Großen Frankenteichs sowie der Südostteil des Kleinen Frankenteiches munitionsbelastet; nach Auswertung von Luftbildern gebe es für den Großen und den Kleinen Frankenteich Hinweise auf Gefahren durch Kampfmittel. Auch eine computergestützte Kampfmittelsondierung im Kleinen Frankenteich in den Jahren 2017 und 2018 ergab Hinweise auf Munition.
Ab Dezember 2021 wurde am Großen Frankenteich ein Waldweg angelegt.

## Knieperteich
Der Knieperteich liegt nördlich des Großen Frankenteichs und östlich des Moorteichs. Der Küterdamm teilt den Knieperteich und verbindet die Stadtgebiete Altstadt (beim Kütertor) und Tribseer. Die „Weißen Brücken“, zwei hölzerne Brücken, ermöglichen Fußgängern und Radfahrern die Querung. Im nördlichen Knieperteich liegt eine Werder genannte Insel.
Der Teich wird umgeben von den Straßen Jungfernstieg, Friedrich-Engels-Straße, Knieperdamm, Sarnowstraße, Knieperwall und Tribseer Damm. Eine steinerne Brücke in der Friedrich-Engels-Straße führt über die Verbindung vom Knieperteich und Moorteich.
Der Knieperteich ist 24,8 Hektar groß und bis zu zwei Meter tief.
Auf dem nördlichen Knieperteich ist die touristische Nutzung mit Ruderbooten erlaubt. Im südlichen Knieperteich ist eine Fontäne installiert.
Laut einer Antwort der Stadtverwaltung auf eine Anfrage in der Bürgerschaft Stralsund aus dem Jahr 2022 ist der Südteil des nördlichen Knieperteichs munitionsbelastet; nach Auswertung von Luftbildern gebe es für den nördlichen Knieperteich Hinweise auf latente Gefahren durch Kampfmittel. Mittels Echolotaufnahmen wurden Trichter im Sediment identifiziert.

## Moorteich
Der westlich des Knieperteichs gelegene Moorteich wird von den Straßen Carl-Heydemann-Ring, Friedrich-Engels-Straße und An den Bleichen sowie vom Stadtwald begrenzt. Eine steinerne Brücke in der Friedrich-Engels-Straße führt über die Verbindung vom Moorteich und Knieperteich.
Das Gewässer ist 26 Hektar groß und bis zu einem Meter tief.